# Манон (балет)
«Мано́н», также «История Манон» (англ. Manon, фр. L'histoire de Manon) — трёхактный балет Кеннета Макмиллана по роману Антуана Франсуа Прево «История кавалера де Грие и Манон Леско», поставленный на музыку, собранную из различных произведений Жюля Массне. Аранжировка партитуры и оркестровка отдельных произведений — композитора Лейтона Лукаса в сотрудничестве с Хильдой Гонт. Сценография и костюмы — Николаса Георгиадиса.
В отличие от оригинального романа, действие балета перенесено из эпохи Регентства в конец XVIII века, накануне французской революции, для чего художник-постановщик тщательно изучал иконографические материалы того времени. Такое решение балетмейстера привело к историческому несоответствию, так как в 1764 году, по окончании колониальной войны, Новый Орлеан, где происходит последнее действие балета, был передан Францией Испании и перестал быть частью французских колоний.
Премьера спектакля состоялась 7 марта 1974 года на сцене лондонского театра Ковент-Гарден в исполнении артистов Королевского балета (Манон Леско — Антуанетт Сибли, кавалер де Гриё — Энтони Дауэлл, Леско — Дэвид Уолл, Любовница Леско — Моника Мэйсон, Господин Г. М.[уточнить] — Дерек Ренчер, Надзиратель — Дэвид Дрю).

## История спектакля
«Манон» — второй трёхактный балет Кеннета Макмиллана, вслед за «Анастасией», поставленной тремя годами ранее. Так как «Анастасия» была резко встречена критикой из-за проблем с драматургией спектакля, в «Манон» балетмейстер стремился к ясному и чётко структурированному изложению перипетий романа. 
Когда Макмиллан задумал постановку этого балета, в репертуаре Королевского театра уже была опера Джакомо Пуччини «Манон Леско», поэтому ему посоветовали обратиться к партитуре одноимённой оперы Жюля Массне. В результате партитура балета была скомпонована из самых разных произведений композитора, включая фрагменты из тринадцати различных опер, две оратории, оркестровые работы, различные песни и фортепианные произведения, — ни один фрагмент из оперы в неё не вошёл. Во время постановочного процесса Макмиллану аккомпанировала пианистка Хильда Гонт (англ. Hilda Gaunt), которая предлагала балетмейстеру варианты музыки для различных pas de deux. Аранжировку музыки для балета сделал Лейтон Лукас — бывший танцовщик «Русских балетов» Дягилева, ставший дирижёром и кино-композитором.  
В разгар постановочного процесса, когда уже были готовы три ключевых дуэта, балерина Антуанетт Сибли, репетировавшая партию Манон, травмировалась и её заменила Дженнифер Пенни. Пока длились репетиции с Пенни, Сибли успела восстановиться и выступила в главной партии в день премьеры балета. 
Хотя балет в целом был благожелательно встречен публикой, критиками высказывалось недовольство структурой спектакля, его партитурой и откровенной аморальностью героев — при этом всеми признавалось несомненное качество хореографии. Чтобы сделать действие менее затянутым, в ответ на критику после премьеры Макмиллан сократил спектакль, сделав купюры в начале III акта.
В дальнейшем роль Манон исполняли такие балерины, как Линн Сеймур, Наталия Макарова и Сильви Гиллем.
В 1991 году постановка балета в Парижской Опере привела к юридической тяжбе — так как наследники Массне настаивали на исключительной прерогативе использования названия «Манон» в отношении его оперы, за пределами Великобритании было установлено именовать балет «История Манон» (фр. L'histoire de Manon).

## Постановки в других театрах
Парижская Опера
Мариинский театр, Санкт-Петербург
В конце XX века спектакль входил в репертуар Мариинского театра.
Музыкальный театр имени К. С. Станиславского и Вл. И. Немировича-Данченко, Москва

## Фильмография
- 1982 — запись спектакля Королевского балета, Манон — Дженнифер Пенни, кавалер Де Гриё — Энтони Дауэлл, Леско — Дэвид Уолл[англ.].